# Jämtlands läns vapen

Jämtlands läns vapen bygger på Jämtlands och Härjedalens landskapsvapen. Vapnet fastställdes 1935.
Blasonering: "Delad sköld: I. Jämtlands II. Härjedalens vapen."

Jämtlands landskapsvapen
Härjedalens landskapsvapen

## Källhänvisning
1. ↑  Riksarkivet Heraldiskt register/Län